# Steen Tinning (politiker)
Steen Friman Tinning (født 19. april 1953 i Måløv) er en dansk politiker, som i 1980'erne repræsenterede Venstresocialisterne i Folketinget. Han var byrådsmedlem for Radikale Venstre i Svendborg Kommune 2018-2021.
Tinning er uddannet cand.mag. i historie og samfundsfag fra Roskilde Universitetscenter 1979. I 2010 blev han master i Social Entrepreneurship fra Roskilde Universitet.
Som folketingsmedlem kom han flere gange i konflikt med tingets forretningsorden. I 1982 blev han af Folketingets formand Svend Jakobsen nægtet adgang til talerstolen, fordi han bar shorts, og i 1985 blev hans parlamentariske immunitet ophævet, fordi han – tillige med Anne Grete Holmsgaard, Keld Albrechtsen og Jørgen Lenger – havde brudt tavshedspligten og skulle sigtes for dette forhold. Han genopstillede ikke ved folketingsvalget 1987.
Efter sit politiske virke blev han leder af Oure Idrætsefterskole 1988-1990.
Han arbejdede som sekretariatschef i DGI - Danske Gymnastik og Idrætsforeninger 2000-2021.
Tinning blev valgt til byrådet i Svendborg Kommune ved kommunalvalget 2017 for Radikale Venstre. Han opnåede ikke genvalg ved valget i 2021.